# Бонга (Эфиопия)
Бонга (амх. ቦንጋ) — город на юго-западе Эфиопии. Административный центр региона народов юго-запада Эфиопии. 
В Эфиопии имеется ещё один город с названием «Бонга», расположенный близ Гамбелы.

## Географическое положение
Расположен к юго-западу от города Джимма, в зоне Кеффа, на высоте 1661 м над уровнем моря. Вблизи Бонги имеется несколько горячих источников, пещер и водопадов.

## Население
По данным Центрального статистического агентства, на 2007 год население города составляет 20 858 человек, из них 10 736 мужчин и 10 122 женщины. 72,53 % населения являются последователями эфиопской православной церкви; 11,17 % — мусульмане; 9,85 % — протестанты и 6,18 % — католики. По данным переписи 1994 года население Бонги насчитывало 10 851 человек.

## Транспорт
Дорога от Бонги до города Джимма была построена в 1962 году. В 1966 году было завершено строительство дорог до городов Мизан-Тэфэри и Тепи.